# Viola persicifolia

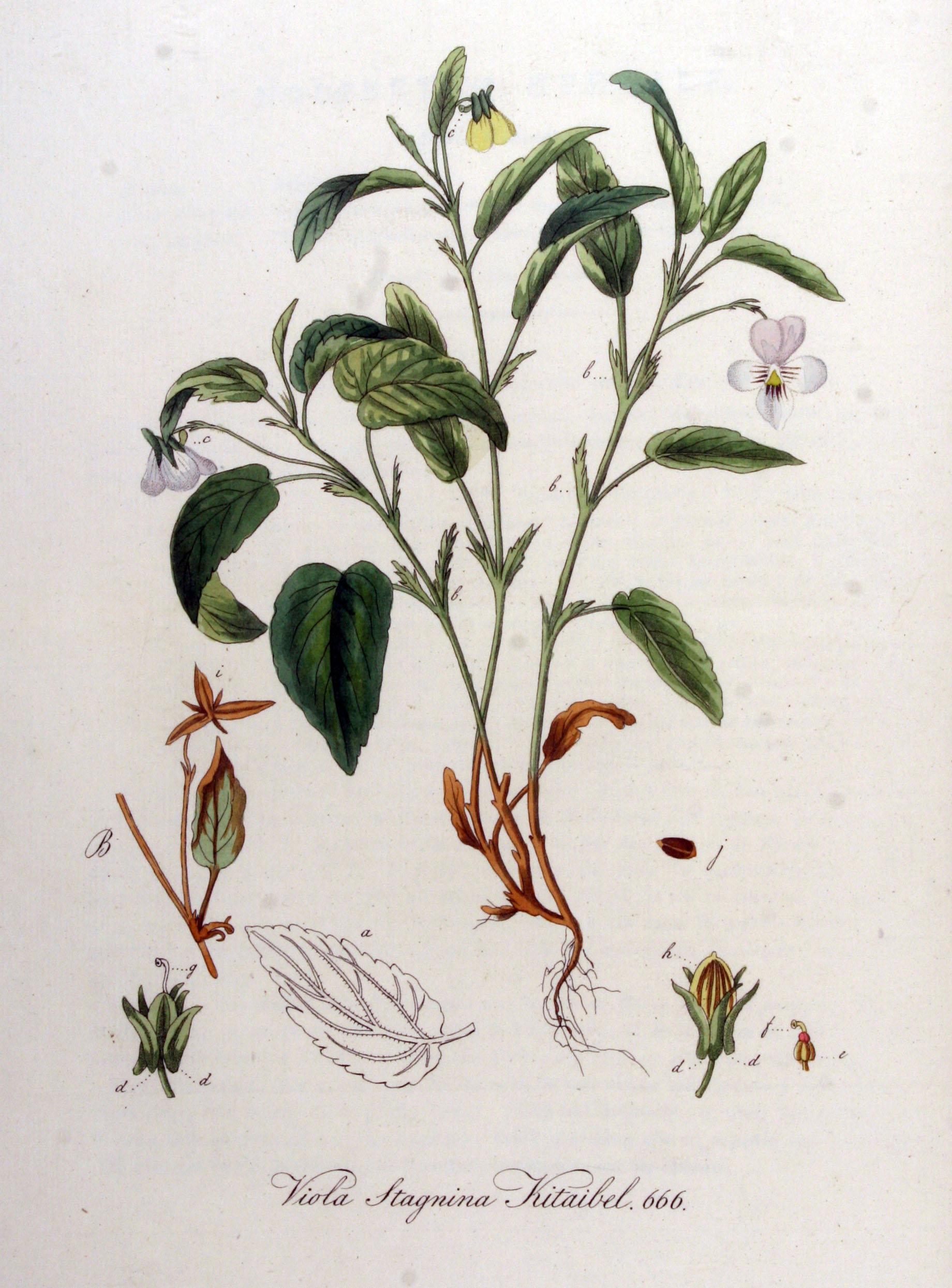
Bản mô tả của V. persicifolia

Viola persicifolia (tên đồng nghĩa:  Viola stagnina ), hay violet đầm lầy, là một thành viên thuộc chi Hoa tím, có nguồn gốc ở Trung - Bắc Âu và Bắc Á. Số lượng cá thể của loài này đang bị suy giảm nghiêm trọng, khiến V. persicifolia trở nên cực kỳ hiếm và đã liệt kê vào Sách đỏ ở cả Anh và Ireland.

## Mô tả
V. persicifolia là cây thân thảo lâu năm, cao khoảng 10 – 30 cm, thân rễ bò. Những chiếc lá có hình tam giác hẹp, bề ngang khoảng 7 – 15 mm, có răng cưa, hơi cong lại ở phần gần cuống lá, giống như hình cái muỗng. Hoa của V. persicifolia thường nở vào cuối mùa xuân đến đầu mùa hè (khoảng tháng 5, 6), cánh hoa gần như tròn, đường kính khoảng 10 – 15 mm, có màu xanh tím, có khi rất nhạt, gần như trắng hoặc màu vàng trắng; cựa hoa ngắn, có màu xanh lá nhạt.
Hạt của V. persicifolia thường nảy mầm trên đất bùn ẩm, đất sét hoặc đất giàu base (độ pH cao), nói chung là những nơi rất ẩm ướt. Nó chỉ thực sự phát triển thành cây con khi đất trở nên khô ráo vào mùa xuân. Hạt giống của V. persicifolia phân tán không xa, khoảng cách phân tán chỉ có vài cm, vì thế cây con thường phát triển gần với cây mẹ. Một số hạt giống có thể được đưa đi xa khi chúng dính vào chân của các loài động vật.
V. persicifolia thường nhầm lẫn với Viola riviniana do màu hoa của chúng tương tự nhau. Ngoài ra, Viola canina và V. persicifolia thường tạo ra các giống lai trung gian, gây nhầm lẫn khi nhận dạng chúng.